# 女性上位時代
『女性上位時代』（じょせいじょういじだい、イタリア語: La Matriarca, 「女性リーダー」の意）は、1967年（昭和42年）製作・公開、パスクァーレ・フェスタ・カンパニーレ監督のイタリア映画である。英語題名はThe Libertine, あるいは The Matriarchとしても知られるイタリア式コメディの1作である。

## 略歴・概要
本作は、1967年、イタリアの映画プロデューサーシルヴィオ・クレメンテッリが経営する製作会社クレシ・チネマトグラフィカが製作を開始、オッタヴィオ・イェンマが執筆した原案をもとに、イェンマとニコロ・フェッラーリの2名が脚本を執筆、これを撮影して完成した。
撮影監督を務めたアルフィーオ・コンティーニは、ディーノ・リージが監督した『追い越し野郎』（1962年）や『怪物たち』（1963年）を撮った人物で、パスクァーレ・フェスタ・カンパニーレとは本作が初仕事であり、その後カンパニーレとは1981年（昭和56年）の『完璧な人などいない』で再会、『トリエステから来た女』（1982年）、『類猿人ビンゴ・ボンゴ』（同年）等を連作する。美術デザイナーを務めたフラヴィオ・モゲリーニは、ロベルト・ロッセリーニ監督の『ローマで夜だった』（1960年）、ヴァレリオ・ズルリーニ監督の『鞄を持った女』（1961年）、ピエル・パオロ・パゾリーニ監督の『アッカトーネ』（同年）の美術を手がけており、カンパニーレとは、本作に先行する同監督のカトリーヌ・スパーク主演作『結婚戦争』（1966年）以来の2作目で、1970年代以降は映画監督になった人物である。衣裳デザイナーを務めたガイア・ロマニーニは、ズルリーニ監督の『鞄を持った女』（1961年）、マルコ・ヴィカリオ監督の『黄金の七人』（1965年）を手がけた人物である。劇伴音楽の作曲を行なったアルマンド・トロヴァヨーリは、カンパニーレとはカトリーヌ・スパーク主演作『結婚戦争』（1966年）、『イタリア式不倫』（同年）に次ぐ3作目で、のちに『裸でどこ行くの?』（1969年）、『私のためになんでもすると言って』（1976年）でも起用されている。
イタリアでは、同年12月23日にEIAが配給して公開された。
日本では、イタリア公開の約1か月後の翌1969年（昭和44年）2月1日、東和映画（現在の東宝東和）が配給して劇場公開された。日本初映から31年後の2000年（平成12年）7月29日には、NSWが配給して再映され、翌2001年（平成13年）2月23日には、ブロードウェイが販売して「94分」ヴァージョンのDVDが発売された。日本でその後発売されたピチカート・ファイヴのアルバム『女性上位時代』（2006年）のタイトルは、本作の引用である。

## あらすじ
20歳で夫フランコ（マリオ・エルピキーニ）が亡くなり、未亡人になったミミ（カトリーヌ・スパーク）は、夫が生前に、特異な欲望のために秘密の一室をもっていたことを知り、自分のためにその部屋を使うことを決意する。夫が密かにたのしんだサディズムとマゾヒズムの世界を経験すべく、分厚い専門書を買い込み、亡夫の親友で弁護士のサンドロ・マルディーニ（ジジ・プロイエッティ）や、親友クラウディア（ファビエンヌ・ダリ）の夫ファブリツィオ（レンツォ・モンタニャーニ）やテニス講師（フィリップ・ルロワ）、生真面目な歯科医（フランク・ヴォルフ）らを夫の隠し部屋につれこむ。ミミの母（ノラ・リッチ）は心配し、精神分析を受けることを勧める。大学病院に行ったミミは、そこで放射線科医カルロ・デ・マルキ（ジャン＝ルイ・トランティニャン）に出逢う。学生と偽って講義にも出席、やがて例の部屋にも誘うことになる。最終的にはふたりは結婚し、ミミは念願であった「女性上位」を実現、馬になったカルロにまたがり、新居をたのしく歩き回るのであった。

## キャスト
※クレジット順・日本語吹替はテレビ版
- ミミ（マルゲリータ） - カトリーヌ・スパーク（吹替：上田みゆき）
- カルロ・デ・マルキ博士 - ジャン＝ルイ・トランティニャン（吹替：田中信夫）
- サンドロ・マルディーニ弁護士 - ルイジ・プロイエッティ（吹替：青野武）
- ミスターX（オットー・フランク） - ルイジ・ピスティッリ（イタリア語版）
- ファブリツィオ - レンツォ・モンタニャーニ（イタリア語版）（吹替：雨森雅司）
- クラウディア - ファビエンヌ・ダリ（ドイツ語版）[11]（吹替：島木綿子）
- ミミの母 - ノラ・リッチ（イタリア語版）
- マリア - エッダ・フェッロナオ（イタリア語版）：ミミのメイド。
- 本屋 - ヴィットリオ・カプリオーリ
- クルマの中の男 - ガブリエーレ・ティンティ（イタリア語版）
- アウレリオ - ヴェナンティーノ・ヴェナンティーニ（イタリア語版）： マリアの婚約者。
- ジュリオ歯科医 - フランク・ヴォルフ（英語版）
- トニ・ツァウリ教授 - パオロ・ ストッパ（イタリア語版）：ミミの母の友人。
- テニス講師 - フィリップ・ルロワ

ノンクレジット
- ミミの夫フランコ - マリオ・エルピキーニ（イタリア語版）
  - その他吹替：小関一、河野たみ、宮内幸平、渡辺富士雄

## スタッフ
- プロデューサー : シルヴィオ・クレメンテッリ
- 監督 : パスクァーレ・フェスタ・カンパニーレ
- 原案 : オッタヴィオ・イェンマ
- 脚本 : オッタヴィオ・イェンマ、ニコロ・フェッラーリ
- 撮影 : アルフィーオ・コンティーニ
- 美術 : フラヴィオ・モゲリーニ
- 衣裳 : ガイア・ロマニーニ （Gaia Romanini [7]）[5]
- 編集 : セルジオ・モンタナーリ
- 音楽 : アルマンド・トロヴァヨーリ
- フォーマット : カラー映画（イーストマンカラー） - スコープ・サイズ（アナモルフィック 1.85:1） - モノラル録音

日本語版
- 演出：梓欣造
- 翻訳：入江敦子
- 録音：遠西勝三
- プロデューサー：熊谷国雄
- 制作：ニュージャパンフィルム、TBS

## 註
1. 1 2 3 4  The Libertine, インターネット・ムービー・データベース （英語）, 2011年2月27日閲覧。
2. 1 2  The Libertine, allmovie （英語）, 2011年2月27日閲覧。
3. ↑  Alfio Contini - IMDb（英語）, 2011年2月27日閲覧。
4. ↑  Flavio Mogherini - IMDb（英語）, 2011年2月27日閲覧。
5. 1 2 3  『女性上位時代』（DVD）、パッケージ記述。
6. ↑  『女性上位時代』（DVD）のパッケージ、表面には Costume di Gaia Romanini と記述され、裏面には「衣装 : ガイア・モゲリーニ」（正しくは衣裳、表記ママ）と記述されている。裏面は美術のフラヴィオ・モゲリーニとの混同による記載ミス。
7. 1 2  Gaia Romanini - IMDb（英語）, 2011年2月27日閲覧。
8. ↑  Armando Trovajoli - IMDb（英語）, 2011年2月27日閲覧。
9. ↑  女性上位時代、キネマ旬報映画データベース、2011年2月27日閲覧。
10. ↑  女性上位時代、allcinema ONLINE, 2011年2月27日閲覧。
11. ↑  Fabienne Dali - IMDb（英語）, 2011年2月27日閲覧。

## 関連事項
- イタリア式コメディ
- 1969年の日本公開映画
- キャンディ (1968年の映画)
- ベビイ・ドール
- 禁じられた抱擁 （en:The Empty Canvas, it:La noia (film 1963)） - カトリーヌ・スパークが男にまたがる絵画が登場する
- en:Sadism and masochism in fiction